# Ivan Renliden

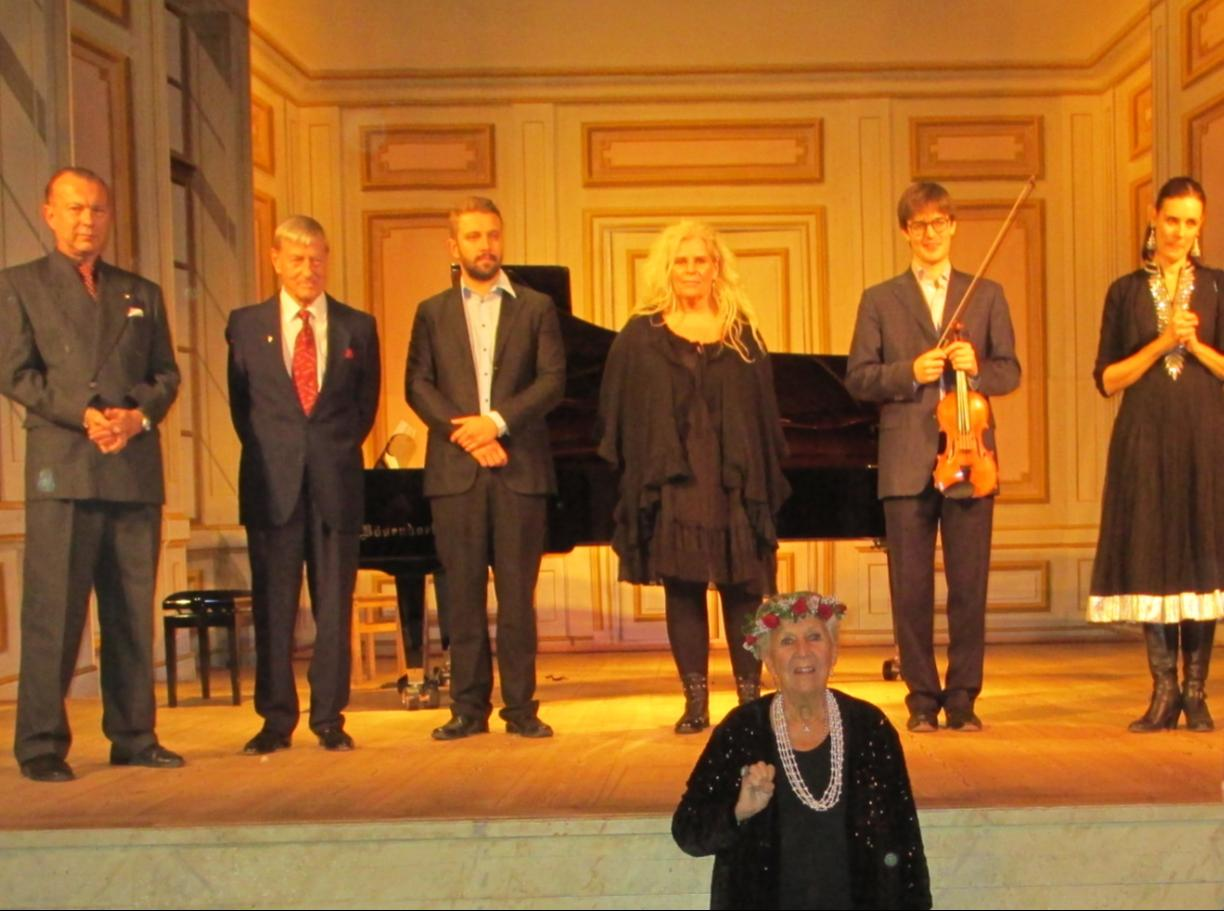
Renliden (andre från vänster) med övrig ensemble på Confidencen som hyllar Kjerstin Dellert på 90-årsdagen.

Ivan Sune Reinhold Renliden, född  27 september 1936 i Mönsterås, är en  svensk kompositör och pianist. 
Ivan Renliden blev känd för bredare grupper genom sin medverkan i bland annat Hylands hörna, I kväll och Sveriges Magasin samt radions Klapp och Klang. Renliden har bland annat samarbetat med Svend Asmussen och Putte Wickman som ackompanjatör och med improvisation. Han hade egen orkester vid inspelning av ett flertal grammofonskivor för större skivbolag. Renliden och hans orkester kompade Robert Broberg på albumet/tv-showen Tjejjer. 

## Familj
Ivan Renliden gifte sig 1956 med Sonja, född Karlsson. De fick två barn, Ingela (1957) och Mikael (1960). Ivan Renliden är yngre bror till jazzmusikern Weine Renliden.

## Filmmusik
- 1963 – Tystnaden
- 1966 – Oj oj oj eller Sången om den eldröda hummern